# ساروج خان
ساروج خان (به انگلیسی: Saroj Khan) با نام اصلی نرملا ناگ‌پال (به انگلیسی: Nirmala Nagpal) (زادهٔ ۲۲ نوامبر ۱۹۴۸ در بمبئی – درگذشتهٔ ۳ ژوئیهٔ ۲۰۲۰ در بمبئی) یک طراح رقص و رقصنده اهل هند بود. وی به "مادر رقص بالیوود" شناخته می‌شد.

## زندگی حرفه‌ای
ساروج خان در طول زندگی حرفه‌ای خود، رقص‌پردازی بیشتر از ۲۰۰۰ ترانه را انجام داده است. وی از چهره‌های محبوب بالیوود و سینمای جنوب هند بود. پروآوازه‌ترین کار ساروج خان در سال ۱۹۸۸ در فیلم سینمایی تیزاب، با هنرنمایی مادهوری دیکشیت در ترانه "ایک دو تین" بود.

## فیلم‌شناسی

### بازیگر
- دلاور (۱۹۸۳)
- ملکه مارها (۱۹۸۶)
- حفاظت (۱۹۸۷)
- آقای هند (۱۹۸۷)
- اسید (۱۹۸۸)
- ملکه مارها ۲ (۱۹۸۹)
- حیله‌گر (۱۹۸۹)
- مهتاب (۱۹۸۹)
- سیلاب (۱۹۹۰)
- افسر پلیس (۱۹۹۰)
- آوارگی (۱۹۹۰)
- پسر (۱۹۹۲)
- ترس (۱۹۹۳)
- شرور (۱۹۹۳)
- آینه (۱۹۹۳)
- بازیگر (۱۹۹۳)
- سرانجام (۱۹۹۴)
- مهره (۱۹۹۴)
- دوستی (۱۹۹۵)
- پادشاه (۱۹۹۵)
- داماد عاشق عروس را می‌برد (۱۹۹۵)
- سکوت: موزیکال (۱۹۹۶)
- دوتا (۱۹۹۷)
- سرزمین بیگانه (۱۹۹۷)
- و عشق اتفاق افتاد (۱۹۹۷)
- سرباز (۱۹۹۸)
- من قلبم را برای محبوبم می‌فرستم (۱۹۹۹)
- ریتم (۱۹۹۹)
- فضا (۲۰۰۰)
- باج (۲۰۰۱)
- دیوداس (۲۰۰۲)
- همدم (۲۰۰۲)
- هیچی نگو (۲۰۰۳)
- سرزمین مادری (۲۰۰۴)
- ویر-زارا (۲۰۰۴)
- قیام مانگال پاندی (۲۰۰۵)
- فنا (۲۰۰۶)
- دان: تعقیب دوباره آغاز می‌شود (۲۰۰۶)
- عشق من (۲۰۰۷)
- گل (۲۰۰۷)
- گورو (۲۰۰۷)
- سلام لندن (۲۰۰۷)
- وقتی همدیگر را دیدیم (۲۰۰۷)
- دهلی-۶ (۲۰۰۹)
- عشق امروزی (۲۰۰۹)
- شریک زندگی (۲۰۰۹)
- ترش و شیرین (۲۰۱۰)
- مأمور وینود (۲۰۱۲)
- منو عصبانی نکن (۲۰۱۲)
- ای‌بی‌سی‌دی (۲۰۱۳)
- باند گلاب (۲۰۱۴)
- ازدواج تانو و مانو: بازگشت (۲۰۱۵)
- مانیکارنیکا: ملکه جانسی (۲۰۱۹)
- رسوایی (۲۰۱۹)

### نویسنده
- ورو دادا (۱۹۹۰)
- بازیکن (۱۹۹۲)
- ما بی‌نظیریم (۱۹۹۴)
- شاهد دروغگو (۱۹۹۵)
- دولت کوچک (۱۹۹۶)
- دل دیوانه من (۱۹۹۶)
- ادعا (۱۹۹۷)
- عاشق شدی (۱۹۹۹)
- خنجر (۲۰۰۳)